# 大泉隆司
大泉 隆司（おおいずみ たかし、1914年1月8日 - 没年不明）は、昭和時代の大相撲力士。出羽海部屋→武隈部屋所属。本名は真光 弁。最高位は十両15枚目。

## 経歴
大阪府岸和田市出身。1932年2月、「眞光」の四股名で初土俵を踏む。元両國の武隈が部屋を出羽海部屋から独立した際に移籍した。1942年5月に十両に昇進、四股名も「大和泉」から「大泉」に改めた。この場所6勝9敗と負け越し、幕下に落ちた。1年後の1943年5月に廃業した。

## 改名
真光→大和泉→大泉